# I of the Storm
"I of the Storm" é uma canção gravada pela banda islandesa de indie folk/indie pop rock Of Monsters and Men. A canção foi lançada como o segundo single de seu segundo álbum de estúdio, Beneath the Skin (2015). Foi escrito por Nanna Bryndís Hilmarsdóttir e Ragnar Þórhallsson (da banda Of Monsters and Men).

## Videoclipe
O videoclipe foi lançado através do YouTube em 28 de abril de 2015.
O video começa com a capa do single e, quando as batidas começam, o ator Atli Freyr Demantur começa a dublar os versos da canção. O videoclipe foi dirigido por Tjarnargatan.

## Lista de faixas
| Download digital / CD |                  |         |  |
| N.º                   | Título           | Duração |  |
| 1.                    | "I of the Storm" | 4:41    |  |